# Stella Prize
Stella Prize – australijska nagroda literacka przyznawana corocznie za najlepszą książkę opublikowaną przez Australijkę.
Nagrodę założono w 2012 roku, a przyznano po raz pierwszy w 2013 roku. Jej celem jest docenienie twórczości australijskich pisarek tworzących literaturę piękną i niefikcjonalną, przy nadreprezentacji mężczyzn wśród laureatów nagród literackich oraz ich przewadze w australijskim środowisku literackim. Nagrodę nazwano na cześć imienia australijskiej pisarki Miles Franklin, która pisała pod męskim pseudonimem. Laureatkom przyznawana była nagroda pieniężna w wysokości 50.000 dolarów, którą w 2022 roku zwiększono do 60.000 dolarów.
Pod szyldem Stella Prize prowadzone są literackie wydarzenia w księgarniach i na uniwersytetach, a także Stella Count – doroczny raport na temat liczby recenzji literackich w najważniejszych gazetach i magazynach literackich według płci autorów recenzowanych publikacji. Od 2014 roku prowadzony jest także program edukacyjny dla szkół.

## Laureatki
| rok  | autor               | tytuł                          | polski przekład        |
| ---- | ------------------- | ------------------------------ | ---------------------- |
| 2013 | Carrie Tiffany      | Mateship with Birds            |                        |
| 2014 | Clare Wright        | The Forgotten Rebels of Eureka |                        |
| 2015 | Emily Bitto         | The Strays                     |                        |
| 2016 | Charlotte Wood      | The Natural Way of Things      | Naturalna kolej rzeczy |
| 2017 | Heather Rose        | The Museum of Modern Love      |                        |
| 2018 | Alexis Wright       | Tracker                        |                        |
| 2019 | Vicki Laveau-Harvie | The Erratics                   |                        |
| 2020 | Jess Hill           | See What You Made Me Do        |                        |
| 2021 | Evie Wyld           | The Bass Rock                  |                        |
| 2022 | Evelyn Araluen      | Dropbear                       |                        |
| 2023 | Sarah Holland-Batt  | The Jaguar                     |                        |
| 2024 | Alexis Wright       | Praiseworthy                   |                        |